# Nagy Horda
A Nagy Horda a tatár kánságra utal, amely a 15. század közepén az Arany Horda szétválása után farállamként tovább létezett.

## Története
Az 1440-es években polgárháború osztotta meg a mongol Hordát: 5 kánságra szakadt szét. (Kazanyi Kánság, Asztraháni Kánság, Szibériai Kánság,  Krími Kánság, Kaszimovi Kánság.) 1450-ben végül átnevezték az Arany Hordát, és létrejött a Nagy Horda. Létezésének 52 évében története kínkeserves volt: sem a Kazanyi Kánság, sem az Asztraháni Kánság, sem a  Szibériai Kánság, sem a Krími Kánság, sem a Kaszimovi Kánság nem csatlakozott már az államhoz. A Nagy Horda soha nem volt olyan nagy hatalom, mint Timur inváziója előtt az Arany Horda. 1441-ben a krími törzsek meghívták Háddzsi Girájt vezetőjüknek, aki megalapította a Krími Kánságot, Szejjid Ahmed kán pedig elvesztette ottani fennhatóságát. 1480-ban III. Iván kiűzte Moszkvából az Nagy Hordát, és megalapította Oroszország nemzetét. A horda maradványai 1487 és 1491 között megtámadták a Litván Nagyfejedelemséget és a Lengyel Királyságot, de alaposan megverték őket. Az utolsó csapást 1502-ben érte, amikor a Krími Kánság oszmán pártfogással kifosztotta az Nagy Horda fővárosát, Szarajt. 250 év után a mongolok aranyhordája nem volt többé.

## Kánjai
1. Kücsük Mohammed (1435-1459)
2. Kücsük Mahmud (1459-1465)
3. Ahmat kán  (1465-1481)
4. Murtaza Kán és Szejjid Ahmed (1481-1498)
5. Murtaza Kán (1498-1499)
6. Szejjid Ahmed (1499-1502)[4]